# Новоселци (Грчка)
Новоселци (грч. Νερόμυλοι, Неромили) је насељено место у општини Меглен у периферији Средишња Македонија, Грчка. Према попису из 2021. године било је 59 становника.
Српски географ Боривоје Милојевић, 1920. године наводи да је у Новоселцима било 84 кућа Словена муслимана. Мештани Новоселаца су током 18. века због притиска и веће сигурности за живот прешли на ислам. Године 1924. муслиманско становништво је принудно исељено у Турску а на њихово место су насељене грчке избегличке породице из Турске. На попису из 1928. године Новоселци су имали 273 становника.